# Sierra de los Filabres
La sierra de los Filabres est un massif montagneux dans le Sud de l'Espagne, le principal de la province d'Almería.

## Situation, topographie
La sierra de los Filabres se trouve à environ 50 km au nord d'Almería, dans le prolongement de la sierra de Baza qui se trouve à son extrémité ouest dans la province de Grenade. En réalité ces deux massifs n'en forment qu'un seul, avec le nom de Filabres pour la province d'Almería et le nom de Baza pour la province de Grenade.
Sa superficie est de 150 000 ha et son altitude moyenne de 1 500 m[réf. nécessaire]. Elle culmine à 2 168 m.
Le puerto de Velefique, sur la commune de Velefique, est parfois décrit comme « le col le plus spectaculaire d'Espagne » : il est célèbre pour les lacets serrés de la route sur sa face sud.

### Flore et faune
C'est l'habitat d'une sous-espèce d'Apollon, Parnassius apollo filabricus, espèce présente sur la liste des insectes strictement protégés de l'annexe IV de la Directive Habitats du Conseil de l'Europe concernant la conservation des habitats naturels ainsi que de la faune et de la flore sauvages du 21 mai 1992.